# Stanisław Nowakowski (lekkoatleta)

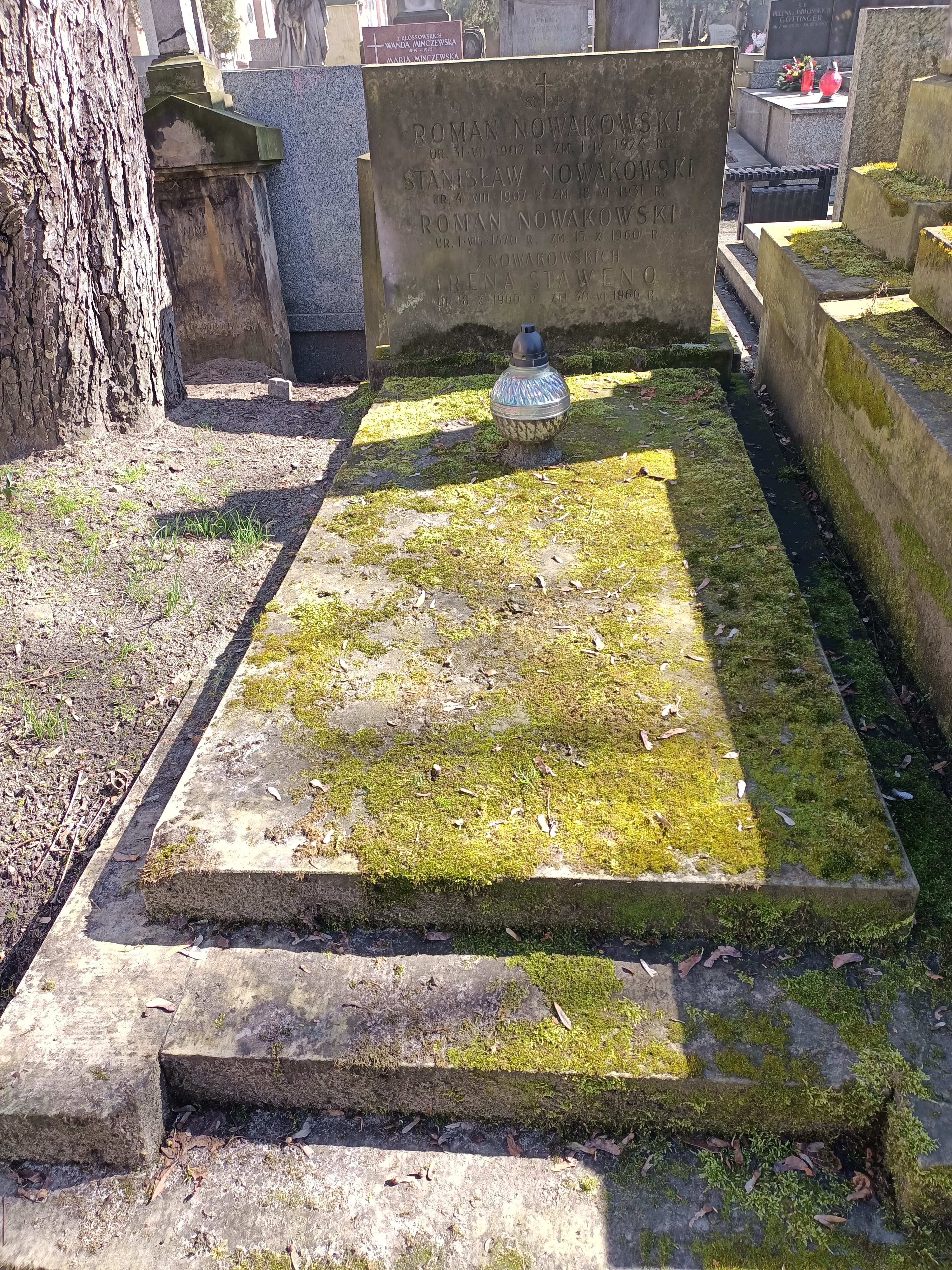
Grób lekkoatlety Stanisława Nowakowskiego na cmentarzu Powązkowskim

Stanisław Nowakowski (ur. w 1908, zm. 18 czerwca 1931) – polski lekkoatleta, specjalizujący się w biegach sprinterskich. Został pochowany na cmentarzu Powązkowskim w Warszawie (kwatera 172-4-5)

## Osiągnięcia
- Mistrzostwa Polski seniorów w lekkoatletyce (4 medale)[4]
  - Warszawa 1928
    - srebrny medal w sztafecie 4 × 400 m

  - Poznań 1929
    - złoty medal w sztafecie 4 × 400 m

  - Warszawa 1930
    - złoty medal w sztafecie 4 × 400 m
    - brązowy medal w biegu na 400 m